# Ferrari 412T2
Der Ferrari 412T2 war ein Rennwagen der Scuderia Ferrari, der in der Formel-1-Saison 1995 in der Formel-1-Weltmeisterschaft eingesetzt wurde. Der Ferrari 412T2 ist bis heute (Stand: 2025) der letzte Formel-1-Rennwagen mit einem Zwölfzylindermotor, da Ferrari – jahrelang ein Verfechter dieses Motorkonzepts – ab dem Folgejahr mit dem F310 erstmals ebenfalls Zehnzylindermotoren verwendete.

## Benennung
Die Bezeichnung 412T2 leitete sich von der Anzahl der Ventile pro Zylinder (4), der Zahl der Zylinder (12) und dem quer (italienisch: trasversale) eingebauten Getriebe ab.

## Lackierung und Sponsoring
Der 412T2 war in klassischem Rosso Corsa lackiert. Größter Sponsor der Scuderia Ferrari war wie in den Vorjahren der Tabakkonzern Philip Morris International mit seiner Zigarettenmarke Marlboro. Weitere größere Geldgeber waren der Unterhaltungselektronikhersteller Pioneer und letztmals das Mineralölunternehmen Agip. Auf der Fahrzeugnase warb außerdem der Ferrari-Mutterkonzern Fiat.

## Fahrer
Wie in den Vorjahren waren Jean Alesi und Gerhard Berger die Stammfahrer der Scuderia Ferrari. Beide verließen nach der Saison die Scuderia in Richtung Benetton.

## Technik und Erfolge

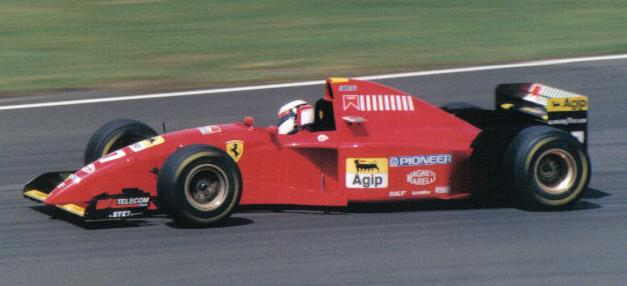
Jean Alesi im 412T2 während des Großen Preises von Großbritannien

Der 412T2 wurde von Gustav Brunner und John Barnard entwickelt. Die Entwicklung des Fahrzeugs wurde weitestgehend von den Ereignissen der Formel-1-Saison 1994 bestimmt. Der Hubraum des Motors wurde von 3,5 Liter auf 3 Liter reduziert. Dadurch sank die Leistung des Motors auf 700 PS. Letztmals setzte Ferrari auf einen Motor mit 12 Zylindern. Für 1996 wurde die Anzahl der Zylinder auf 10 begrenzt. Ein solcher Motor wurde schon im 412T2 getestet.
Das Getriebe wurde quer eingebaut um das Gewicht besser auf das Heck zu verteilen. Zudem musste, um dem Reglement zu entsprechen, der Anpressdruck reduziert werden, um so die Kurvengeschwindigkeit zu senken. Die Aerodynamik wurde sehr konservativ gehalten, so setzte Ferrari entgegen dem allgemeinen Trend auf eine sehr tiefe Fahrzeugnase. Die seitlichen Lufteinlässe wurden extra groß gestaltet, um die Kühler mit ausreichend Luft zu versorgen.
Im Vergleich zu dem Vorgänger Ferrari 412T1 war das Auto ein Schritt vorwärts. Dennoch war Ferrari nicht in der Lage um den Titel zu kämpfen, ein Sieg in Kanada von Jean Alesi war der größte Erfolg der Saison. Wie in den Vorjahren hatte Ferrari vor allem mit der Zuverlässigkeit zu kämpfen. So fiel Alesis Wagen bei den Rennen in Spa-Francorchamps und Monza jeweils in Führung liegend mit Aufhängungsschäden aus, und auch bei mehreren weiteren Gelegenheiten machten technische Defekte oder – weitaus seltener – Unfälle Podestplatzierungen zunichte. Wenn das Auto allerdings über die Runden kam, war es vor allem in Sachen Geschwindigkeit durchaus konkurrenzfähig. Der 3. Platz der Konstrukteurswertung konnte mit 73 Punkten verteidigt werden.
Gerhard Berger monierte nach der Saison vor allem den Motor, dessen Gewicht sich nachteilig auf die Schwerpunktlage des Fahrzeugs ausgewirkt und bei Kurvenfahrten „wie ein Pendel“ gewirkt habe. Zudem sei der Motor sehr temperaturanfällig gewesen und habe im Verlauf eines Rennens üblicherweise fünf Prozent seiner Leistung eingebüßt.
Nach der Saison testete Michael Schumacher den 412T2, jedoch war dieser schon mit dem neuen V10-Motor ausgestattet, welcher in der Saison 1996 zum Einsatz kommen sollte.

## Ergebnisse
| Fahrer               | Nr.                  | 1 | 2 | 3 | 4   | 5   | 6   | 7  | 8   | 9   | 10  | 11  | 12  | 13 | 14  | 15 | 16  | 17  | Punkte | Rang |
| -------------------- | -------------------- | - | - | - | --- | --- | --- | -- | --- | --- | --- | --- | --- | -- | --- | -- | --- | --- | ------ | ---- |
| Formel-1-Saison 1995 | Formel-1-Saison 1995 |   |   |   |     |     |     |    |     |     |     |     |     |    |     |    |     |     | 73     | 3.   |
| J. Alesi             | 27                   | 5 | 2 | 2 | DNF | DNF | 1   | 5  | 2   | DNF | DNF | DNF | DNF | 5  | 2   | 5  | DNF | DNF | 73     | 3.   |
| G. Berger            | 28                   | 3 | 6 | 3 | 3   | 3   | DNF | 12 | DNF | 3   | 3   | DNF | DNF | 4  | DNF | 4  | DNF | DNF | 73     | 3.   |

| Legende  | Legende            | Legende                                                          |
| Farbe    | Abkürzung          | Bedeutung                                                        |
| -------- | ------------------ | ---------------------------------------------------------------- |
| Gold     | –                  | Sieg                                                             |
| Silber   | –                  | 2. Platz                                                         |
| Bronze   | –                  | 3. Platz                                                         |
| Grün     | –                  | Platzierung in den Punkten                                       |
| Blau     | –                  | Klassifiziert außerhalb der Punkteränge                          |
| Violett  | DNF                | Rennen nicht beendet (did not finish)                            |
| Violett  | NC                 | nicht klassifiziert (not classified)                             |
| Rot      | DNQ                | nicht qualifiziert (did not qualify)                             |
| Rot      | DNPQ               | in Vorqualifikation gescheitert (did not pre-qualify)            |
| Schwarz  | DSQ                | disqualifiziert (disqualified)                                   |
| Weiß     | DNS                | nicht am Start (did not start)                                   |
| Weiß     | WD                 | zurückgezogen (withdrawn)                                        |
| Hellblau | PO                 | nur am Training teilgenommen (practiced only)                    |
| Hellblau | TD                 | Freitags-Testfahrer (test driver)                                |
| ohne     | DNP                | nicht am Training teilgenommen (did not practice)                |
| ohne     | INJ                | verletzt oder krank (injured)                                    |
| ohne     | EX                 | ausgeschlossen (excluded)                                        |
| ohne     | DNA                | nicht erschienen (did not arrive)                                |
| ohne     | C                  | Rennen abgesagt (cancelled)                                      |
| ohne     | keine WM-Teilnahme |                                                                  |
| sonstige | P/fett             | Pole-Position                                                    |
| sonstige | 1/2/3/4/5/6/7/8    | Punktplatzierung im Sprint-/Qualifikationsrennen                 |
| sonstige | SR/kursiv          | Schnellste Rennrunde                                             |
| sonstige | *                  | nicht im Ziel, aufgrund der zurückgelegten Distanz aber gewertet |
| sonstige | ()                 | Streichresultate                                                 |
| sonstige | unterstrichen      | Führender in der Gesamtwertung                                   |